# Шикарой
Шикарой (рос. Шикарой) — село у Шаройському районі Чечні Російської Федерації.
Населення становить 128 осіб (2019). Входить до складу муніципального утворення Шикаройське сільське поселення.

## Історія
Згідно із законом від 14 липня 2008 року органом місцевого самоврядування є Шикаройське сільське поселення.

## Населення
| 2002 | 2010 | 2012 | 2013 | 2014 | 2015 | 2016 |
| ---- | ---- | ---- | ---- | ---- | ---- | ---- |
| 65   | ↗129 | ↗137 | ↘136 | →136 | ↘131 | →131 |
| 2017 | 2018 | 2019 |      |      |      |      |
| ↗135 | ↘134 | ↘128 |      |      |      |      |